# Triepeolus tanneri
Triepeolus tanneri là một loài Hymenoptera trong họ Apidae. Loài này được Cockerell mô tả khoa học năm 1928.